# Eulerova formula
Eulerova formula, nazvana prema Leonhardu Euleru, prikazuje u području analize kompleksnih brojeva duboku povezanost trigonometrijskih funkcija s kompleksnim eksponencijalnim funkcijama. Eulerova formula ustanovljava da je za svaki realni broj  x,
{\displaystyle e^{ix}=\cos x+i\sin x\!}
gdje je e matematička konstanta i baza prirodnih logaritama, i imaginarna jedinica, a sin i cos trigonometrijske funkcije s argumentom x datim u radijanima. Eulerova formula vrijedi i ako je x kompleksni broj te se ponekad ova formula navodi i u njezinom općenitijem, kompleksnom obliku. Ova formula prema nekim autorima smatra se jednom od “najizuzetnijih formula na području cijele matematike”.
Njezin se dokaz može naći u objašnjenju Eulerovog identiteta.

## Povijest
Bernoulli je 1702. godine zapisao da je
{\displaystyle {\frac {dx}{1+x^{2}}}={\frac {1}{2}}\left({\frac {dx}{1-ix}}+{\frac {dx}{1+ix}}\right).}
te da je
{\displaystyle \int {\frac {dx}{1+x}}=\ln(1+x),}
Gore navedene jednakosti daju nam određeni uvid u pojam kompleksnih logaritmima. Bernoulli, međutim, nije ocijenio cjelinu. Njegovo dopisivanje s Eulerom (koji je također poznavao jednakost) pokazuje da nije naslutio dubinu matematičke pozadine. U međuvremenu je Roger Cotes 1714. godine otkrio da je
{\displaystyle \ln(\cos x+i\sin x)=ix\ }
Međutim, Cotes nije uočio činjenicu da kompleksni logaritmi mogu imati beskonačno mnogo vrijednosti i to posljedično periodičnosti trigonometrijskih funkcija. Upravo je Euler, negdje oko 1740. godine, obratio pažnju na eksponencijalne funkcije umjesto logaritamskih i izveo formulu koja je nazvana njemu u čast. Formula 
{\displaystyle e^{ix}=\cos x+i\sin x\,\!}
je objavljena 1748. godine i Eulerov dokaz formule je zasnovan na jednakosti beskonačnih redova obiju strana izvoda. Nitko, međutim, u to doba nije uočio geometrijsku interpretaciju formule, kao pogled na kompleksne brojeve predočene u kompleksnoj ravnini. Tu su vezu tek nekih pedesetak godina kasnije ustanovili neovisno jedan o drugome prvo Caspar Wessel pa Carl Friedrich Gauss.

## Primjene u teoriji kompleksnih brojeva
Eulerova formula može se predočiti na način da funkcija eix rotira oko ishodišta kompleksne ravnine tijekom čega x poprima vrijednosti iz domene realnih brojeva. U tom smislu x je kut što ga čini dužina, koja spaja ishodište koordinatnog sustava u kompleksnoj ravnini s odgovarajućom točkom na jediničnoj kružnici, s pozitivnom realnom osi. Pri tome dužina, u osnovi vektor u kompleksnoj ravnini, rotira smjerom suprotno od smjera kazaljki na satu, a veličina kuta iskazuje se u radijanima. Izvorni dokaz se zasniva na razvoju Taylorovih redova za eksponencijalnu funkciju ez te periodičke funkcije sin x i cos x, gdje je z kompleksni broj, a x realan broj. Isti dokaz pokazuje da formula vrijedi i ako je x bilo koji kompleksan broj.
Eulerova formula na jednostavan način omogućava prijelaz iz prikaza kompleksnog broja u kartezijanskim koordinatama u prikaz kompleksnog broja u polarnim koordinatama. Iskaz kompleksnog broja u polarnim koordinatama bitno pojednostavljuje složenije operacije s kompleksnim brojevima kao što su, na primjer, množenje i potenciranje, a iz razloga što se bilo koji kompleksan broj z = x + iy može zapisati kao
{\displaystyle z=x+iy=|z|(\cos \phi +i\sin \phi )=|z|e^{i\phi }\,}
{\displaystyle {\bar {z}}=x-iy=|z|(\cos \phi -i\sin \phi )=|z|e^{-i\phi }\,}
gdje je
{\displaystyle x=\mathrm {Re} \{z\}\,} realni dio
{\displaystyle y=\mathrm {Im} \{z\}\,} imaginarni dio
{\displaystyle |z|={\sqrt {x^{2}+y^{2}}}} apsolutna vrijednost ili veličina od z
{\displaystyle \phi =\,} arctan(y, x) zadan u radijanima.

## Povezanost s trigonometrijom
Eulerova formula iskazuje snažnu povezanost između matematičke analize i trigonometrije te omogućuje prikaz sin i cos funkcije u odgovarajućem obliku eksponencijalnih funkcija.
{\displaystyle \cos x=\mathrm {Re} \{e^{ix}\}={e^{ix}+e^{-ix} \over 2}}
{\displaystyle \sin x=\mathrm {Im} \{e^{ix}\}={e^{ix}-e^{-ix} \over 2i}.}
Gornje jednadžbe mogu se izvesti zbrajajući ili oduzimajući Eulerove formule
{\displaystyle e^{ix}=\cos x+i\sin x\;}
{\displaystyle e^{-ix}=\cos(-x)+i\sin(-x)=\cos x-i\sin x\;}
i rješavajući ih po sin ili cos funkciji. Ove formule mogu čak poslužiti kao definicije trigonometrijskih funkcija kompleksnog argumenta x. Naime, stavimo li
x = iy, nalazimo da je
{\displaystyle \cos(iy)={e^{-y}+e^{y} \over 2}=\cosh(y)}
{\displaystyle \sin(iy)={e^{-y}-e^{y} \over 2i}=-{1 \over i}{e^{y}-e^{-y} \over 2}=i\sinh(y).}
Kompleksne eksponencijalne funkcije znatno pojednostavljuju trigonometriju jer je daleko lakše računati s njima nego sa sinusnim, odn. kosinusnim ekvivalentima. Jedan od načina je da se prikaz periodičke funkcije jednostavno prikaže pomoću eksponencijalnom funkcijom. Na primjer
{\displaystyle {\begin{aligned}\cos x\cdot \cos y&={\frac {(e^{ix}+e^{-ix})}{2}}\cdot {\frac {(e^{iy}+e^{-iy})}{2}}\\&={\frac {1}{2}}\cdot {\frac {e^{i(x+y)}+e^{i(x-y)}+e^{i(-x+y)}+e^{i(-x-y)}}{2}}\\&={\frac {1}{2}}\left[\underbrace {\frac {e^{i(x+y)}+e^{-i(x+y)}}{2}} _{\cos(x+y)}+\underbrace {\frac {e^{i(x-y)}+e^{-i(x-y)}}{2}} _{\cos(x-y)}\right].\end{aligned}}}

## Druge primjene
U elektrotehnici i drugim područjima, električni signali, odn. veličine koje se periodički mijenjaju s vremenom često se opisuju kao kombinacije sinusnih i kosinusnih funkcija (Fourierova analiza) te se kao takve izražavaju u obliku eksponencijalnih funkcija s imaginarnim eksponentima, koristeći upravo Eulerovu formulu. Štoviše, analiza električnih krugova i mreža može uključiti upravo Eulerovu formulu i njezine derivate u svrhu prikaza faznih i amplitudnih odnosa struje i napona.